# マクラーレン・MP4/2
マクラーレン MP4/2 (McLaren MP4/2) は、マクラーレンがF1世界選手権参戦用に開発したフォーミュラ1カーで、ジョン・バーナードが設計した。1984年から1986年まで使用された。
コンストラクターズチャンピオンを2度(1984年、1985年)、ドライバーズチャンピオンを3度(1984年：ニキ・ラウダ、1985年、1986年：アラン・プロスト)獲得した。
エンジンは一貫して、共同オーナーのマンスール・オジェ率いるテクニーク・ダバンギャルド (TAG) の資金を得てポルシェに開発を委託したターボエンジンを搭載した。このエンジンのバッジネームは「TAG」であるが、しばしば「TAGポルシェ」と通称される。

## MP4/2

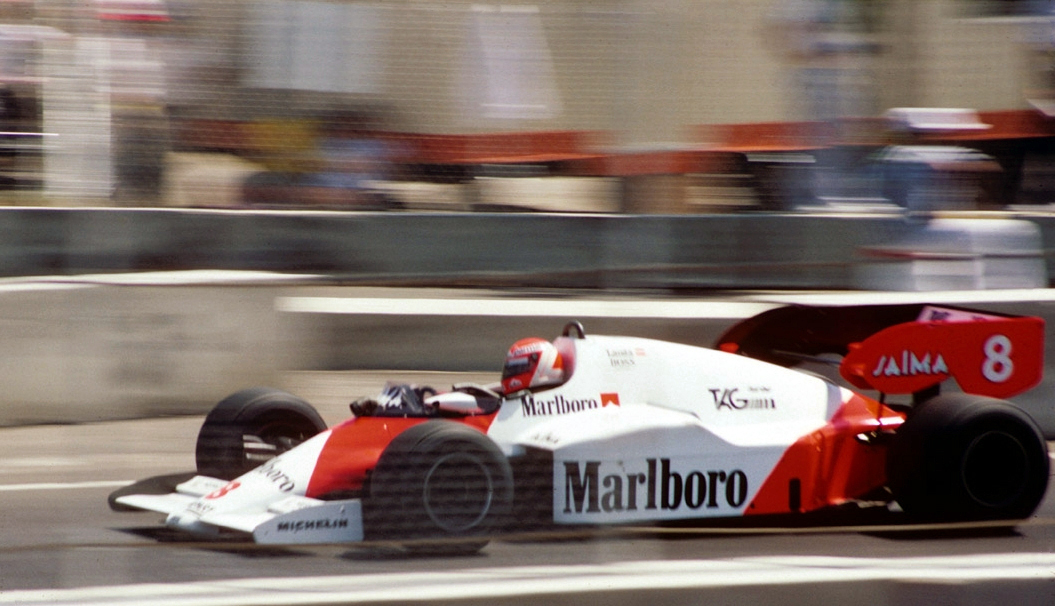
ダラスで開催された1984年アメリカグランプリでMP4/2を駆るニキ・ラウダ

前年（1983年）の終盤よりTAGのターボエンジンを使用していたが、レース中に使用することが出来る燃料が250リットルから220リットルへと減少した1984年シーズンのために新設計したのがMP4/2である。
搭載燃料量の制限により、エンジンの燃費性能が問われることになったが、ボッシュ製のエンジン・マネージメントシステムを搭載するTAGエンジンは、最も燃費に優れたパッケージとなった。通常のガソリンではなく、トルエンをベースにした燃料を使用することにより対ノッキング性能と燃費を両立させることを目指した。
前作のMP4/1と同様、カーボン製のモノコックはマクラーレンが設計し、アメリカのハーキュリーズが製造した。MP4/2は合計4台が製造されたが、最後に製造された4号車(MP4/2-4)はテスト専用車となったため、最初に製造された3台だけで1984年シーズンの全てのレースを戦った。なお、タイヤは4シーズンに渡って供給を受けていたミシュランが、チャンピオンを獲得したにもかかわらず同年限りでF1からの撤退を決定した。
このシーズンは全16戦のうちアラン・プロストが7勝、ニキ・ラウダが5勝の計12勝をあげ、コンストラクターズタイトルを獲得した。ドライバーズタイトルはチームメイト同士の争いになり、最終戦でラウダがプロストを0.5ポイント上回り、ワールドチャンピオンとなった。マクラーレンチームは、ふたりのドライバーが毎レースマシンを壊すことなくピットに戻ってくるので、シャシーにかけていた保険を解約したという逸話がある。
ラウダはシーズンを通して、MP4/2-1号車シャシーで、走り通した。

### 記録（1984年）
| 年   | No. | ドライバー | 1   | 2   | 3   | 4   | 5   | 6   | 7   | 8   | 9   | 10  | 11  | 12  | 13  | 14  | 15  | 16  | ポイント | ランキング |
| 年   | No. | ドライバー | BRA | RSA | BEL | SMR | FRA | MON | CAN | DET | USA | GBR | GER | AUT | NED | ITA | EUR | POR | ポイント | ランキング |
| ---- | --- | ---------- | --- | --- | --- | --- | --- | --- | --- | --- | --- | --- | --- | --- | --- | --- | --- | --- | -------- | ---------- |
| 1984 | 7   | プロスト   | 1   | 2   | Ret | 1   | 7   | 1   | 3   | 4   | Ret | Ret | 1   | Ret | 1   | Ret | 1   | 1   | 143.5    | 1位        |
| 1984 | 8   | ラウダ     | Ret | 1   | Ret | Ret | 1   | Ret | 2   | Ret | Ret | 1   | 2   | 1   | 2   | 1   | 4   | 2   | 143.5    | 1位        |

- 数字は順位、太字はポールポジション、斜字はファステストラップ、Retはリタイア、(key)

## MP4/2B

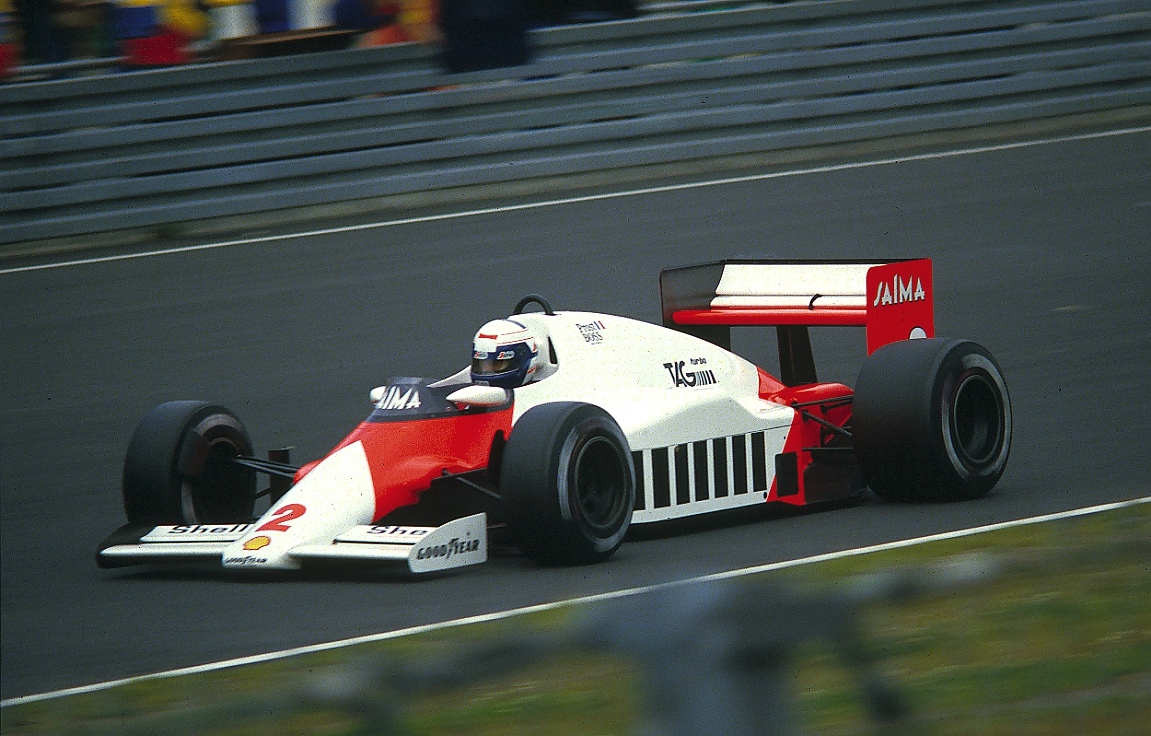
1985年ドイツGPでMP4/2Bを駆るアラン・プロスト

1985年に向け、車両規則に合わせた修正を加え、ボディワークのデザインを変更したのがMP4/2Bである。前年との相違点として、タイヤがミシュランの撤退によりこのシーズンからグッドイヤーを使用するようになった。空力では、リヤウィング前方のウイングレットがレギュレーションにより禁止となったため廃止された。リアサスペンションはプッシュロッド化され、これらの変更は1984年に使用していたシャシーそのものに改造を加えてMP4/2Bとされた。前年はテストマシンとして使用されていたMP4/2の4号車（MP4/2-4）もMP4/2Bに改造され（MP4/2B-4）、開幕戦のブラジルグランプリで実戦に初めて投入された。このレースには、新規に作成されたシャシー、MP4/2B-5も持ち込まれた。
第15戦の南アフリカグランプリで新たなシャシー、MP4/2B-6が投入された。この車体は、完全にマクラーレンのファクトリーで作成された初のシャシーである。
このシーズンは前年ほど万全ではなく、ラウダのマシンにメカニカルトラブルが頻発した。シーズン中盤まではフェラーリのミケーレ・アルボレートにシリーズポイントをリードされたが、シーズン終盤で盛り返し最終的にシーズン5勝を挙げたプロストが自身初のドライバーズタイトルを獲得、チームはコンストラクターズタイトルも連覇した。一方でラウダは同年をもって引退すると発表した。

### 記録（1985年）
| 年   | No. | ドライバー | 1   | 2   | 3   | 4   | 5   | 6   | 7   | 8   | 9   | 10  | 11  | 12  | 13  | 14  | 15  | 16  | ポイント | ランキング |
| 年   | No. | ドライバー | BRA | POR | SMR | MON | CAN | DET | FRA | GBR | GER | AUT | NED | ITA | BEL | EUR | RSA | AUS | ポイント | ランキング |
| ---- | --- | ---------- | --- | --- | --- | --- | --- | --- | --- | --- | --- | --- | --- | --- | --- | --- | --- | --- | -------- | ---------- |
| 1985 | 1   | ラウダ     | Ret | Ret | 4   | Ret | Ret | Ret | Ret | Ret | 5   | Ret | 1   | Ret | DNS | Inj | Ret | Ret | 90       | 1位        |
| 1985 | 1   | ワトソン   |     |     |     |     |     |     |     |     |     |     |     |     |     | 7   |     |     | 90       | 1位        |
| 1985 | 2   | プロスト   | 1   | Ret | DSQ | 1   | 3   | Ret | 3   | 1   | 2   | 1   | 2   | 1   | 3   | 4   | 3   | Ret | 90       | 1位        |

- 数字は順位、太字はポールポジション、斜字はファステストラップ、Retはリタイア、(key)
- 第3戦サンマリノGPのプロストはトップチェッカーを受けたが、最低重量規定違反で失格。

## MP4/2C

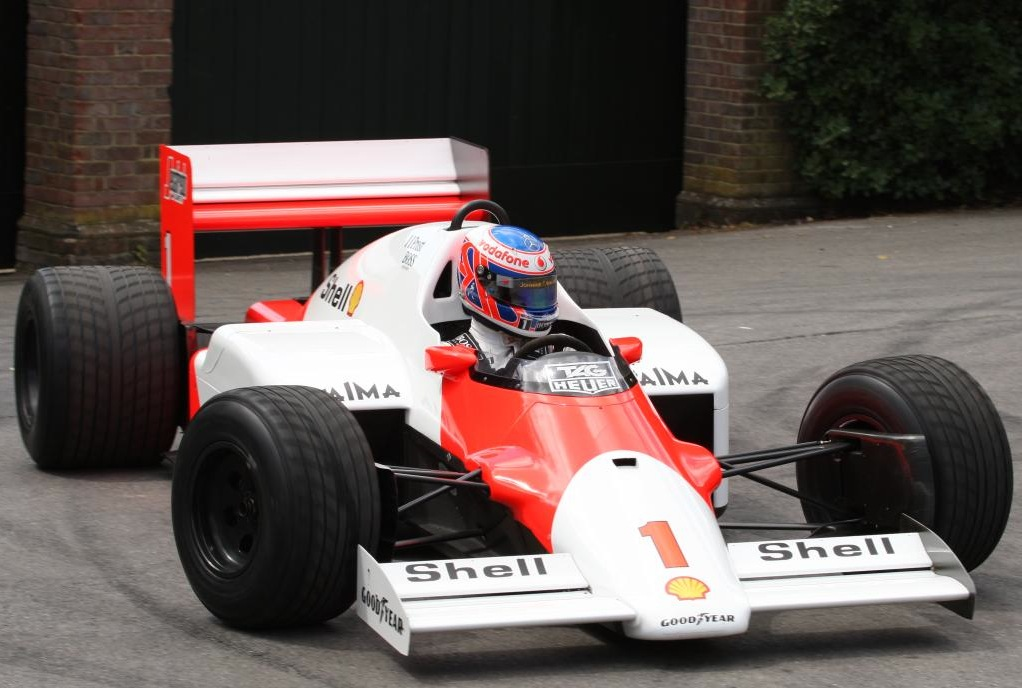
2010年グッドウッド・フェスティバル・オブ・スピードにてジェンソン・バトンがドライブするMP4/2C

1986年シーズンに向け、更に改良が加えられたのがMP4/2Cである。
前年用のMP4/2Bとよく似ているが、モノコックは新造されており、六角断面に戻されている。これにともなってターボの吸気口がサイドポッド側面から、モノコックの六角断面化に因って生まれたコクピット側面の隙間へと変更された。レギュレーションにより燃料タンク容量が195リットルに制限されたことに伴いタンクの小型化と低重心化が図られ、ドライバーの着座位置・姿勢なども変更されている。ギアボックスは前年までの5速から6速化された。MP4/2Cは、5台が製造された。
同年はウィリアムズ・ホンダが予選から速く、コンストラクターズタイトルを譲ることになったが、ドライバーズタイトルはプロストが確実に上位入賞を続け、最終戦オーストラリアGPでシーズン4勝目を挙げるとウィリアムズの2人を獲得ポイントで逆転し連覇を達成した。なお、マシンをデザインしたジョン・バーナードは1985年終盤からロン・デニスが目論んでいたファクトリーの新設プロジェクトで意見が対立したことに端を発して2人の関係が悪化。バーナードは翌年用のMP4/3の基本設計を終えたのを置き土産に1986年末にフェラーリへと移籍し、マクラーレンを去った。
MP4/2Cは、第14戦ポルトガルGPでのケケ・ロズベルグ車だけ、通常のマールボロの赤色部分が、新商品「マールボロライト」のPRのため黄色に塗られている1戦限りの特別仕様車で出走した。

### 記録（1986年）
| 年   | No. | ドライバー | 1   | 2   | 3   | 4   | 5   | 6   | 7   | 8   | 9   | 10  | 11  | 12  | 13  | 14  | 15  | 16  | ポイント | ランキング |
| 年   | No. | ドライバー | BRA | ESP | SMR | MON | BEL | CAN | DET | FRA | GBR | GER | HUN | AUT | ITA | POR | MEX | AUS | ポイント | ランキング |
| ---- | --- | ---------- | --- | --- | --- | --- | --- | --- | --- | --- | --- | --- | --- | --- | --- | --- | --- | --- | -------- | ---------- |
| 1986 | 1   | プロスト   | Ret | 3   | 1   | 1   | 6   | 2   | 3   | 2   | 3   | 6   | Ret | 1   | DSQ | 2   | 2   | 1   | 96       | 2位        |
| 1986 | 2   | ロズベルグ | Ret | 4   | 5   | 2   | Ret | 4   | Ret | 4   | Ret | 5   | Ret | 9   | 4   | Ret | Ret | Ret | 96       | 2位        |

- 数字は順位、太字はポールポジション、斜字はファステストラップ、Retはリタイア、(key)
- 第13戦イタリアGPのプロストはフォーメーションラップ開始後マシンを交換したため失格。